# Massimo Mascioletti
Massimo Mascioletti (L'Aquila, 4 marzo 1958) è un ex rugbista a 15, allenatore di rugby a 15 e dirigente sportivo italiano, per tutta la carriera tre quarti ala dell'Aquila Rugby e 54 volte internazionale per l'Italia; da allenatore ha guidato la Nazionale italiana, lo stesso Aquila e la Capitolina; è dal 2021 direttore tecnico del Napoli Afragola.

## Biografia

Mascioletti (n. 14) in nazionale, mentre tenta la meta contro l' durante un incontro della Coppa FIRA 1978-1979

Nato e cresciuto sportivamente all'Aquila, Mascioletti trascorse la sua intera carriera nella squadra del capoluogo abruzzese, alternando l'attività sportiva al suo lavoro di impiegato comunale.
Già in prima squadra a 15 anni e 11 mesi, il tecnico John Powell Rees lo fece esordire a GUF Treviso il 24 febbraio 1974 e la stagione successiva, il 10 novembre contro il CUS Genova, realizzò la sua prima meta.
Mascioletti disputò nelle sue diciassette stagioni di club 280 incontri in serie A, marcando 227 mete per un totale di 908 punti.
Vinse due campionati nazionali consecutivi, nel 1980-81 e 1981-82, ed esordì in Nazionale, dove fu impiegato talora anche da estremo, nel 1977 a 19 anni.
Fino al 1990 disputò 54 incontri, che al momento del ritiro ne facevano il terzo rugbista azzurro per numero di presenze.
Per la sua velocità, modernità di gioco e doti tecniche il francese Pierre Villepreux, il C.T. della Nazionale italiana che lo impiegò a lungo, disse che Mascioletti era «l'ala adatta al campionato francese».
Divenuto allenatore, prese la guida dello stesso L’Aquila, conducendolo nel 1993-94 alla finale scudetto contro il più quotato Milan e, infine, vincendola.
Nel 1995 fu chiamato nello staff di Georges Coste come allenatore in 2ª della Nazionale italiana che nel 1997 vinse la Coppa Europa battendo in finale la Francia.
Nel 1999 divenne commissario tecnico dopo le dimissioni di Coste che fecero seguito a una pesante sconfitta in un test match contro il Sudafrica (0-101).
Guidò la Nazionale alla Coppa del Mondo di rugby 1999, poi si dimise per lasciare il posto a Brad Johnstone. Al 2024 Mascioletti è l'ultimo italiano ad avere guidato la selezione maggiore azzurra.
Dal 2003 al 2008 allenò a Roma la Capitolina, con la quale nel 2006 vinse il campionato di serie A guadagnando la promozione in Super 10.
Si dimise al termine della stagione 2007-08 per assumere l'incarico, nella sua città natale, di responsabile unico dell'area tecnica dell'Aquila.
Il 18 ottobre 2009 Mascioletti fu colto da un ictus dal quale recuperò pochi mesi più tardi.
Al termine della stagione lasciò comunque l'incarico.
Nel 2011 fu insignito della medaglia al valor civile per gli interventi di aiuto di cui si rese autore, insieme ad altri giocatori della squadra, nei giorni successivi al terremoto che colpì il capoluogo abruzzese nel 2009.
Dal maggio 2017 al 2021 Mascioletti ricoprì l'incarico di responsabile dell'area tecnica della squadra della Polizia di Stato delle Fiamme Oro a Roma. Dal 2021 è direttore tecnico del Napoli Afragola.

## Palmarès

### Giocatore
- Campionati italiani: 2
L'Aquila: 1980-81, 1981-82
- Coppe Italia: 1
L'Aquila: 1980-81

### Allenatore
- Campionati italiani: 1
L'Aquila: 1993-94